# Evdilos
Der Hafenort Evdilos (Ευδήλος (m. sg.)) mit 501 Einwohnern (2011) bildet zusammen mit den Ortsgemeinschaften Arethousa, Dafni, Karavastamo, Manganitis und Frandato seit 2011 den gleichnamigen Gemeindebezirk Evdilos auf der griechischen Insel Ikaria. 1918 als Landgemeinde (kinotita) anerkannt, wurde er im Laufe der Zeit durch Eingemeindungen vergrößert und zuletzt 1997 durch Zusammenschluss mit fünf weiteren Landgemeinden als Stadtgemeinde Evdilos (Dimos Evdilou) in der Präfektur Samos etabliert. Mit der Verwaltungsreform 2010 ging diese Gemeinde als Gemeindebezirk Evdilos in der neu geschaffenen Gemeinde Ikaria auf, die die gesamte Insel umfasst und in dieser seither einen von drei Gemeindebezirken bildet.

## Lage
Das Gebiet steigt von der Nordküste bis zum Hauptkamm des Atherasgebirges, das die Insel auf ihrer gesamten Länge von Nordost nach Südwest durchzieht, an. Die Grenze zum Gemeindebezirk Agios Kirykos im Osten verläuft auf einer Länge von etwa 7 km in unmittelbarer Nähe des Hauptkammes mit der höchsten Erhebung der Insel, dem 1037 m hohen Efanos (Εφανός). Nach Süden fällt das Gelände steil ins Meer ab. Der Gemeindebezirk Raches liegt westlich.

## Gliederung
Der Gemeindebezirk untergliedert sich in sechs Ortsgemeinschaften mit zahlreichen Siedlungen. Die Einwohnerzahlen entstammen der Volkszählung von 2011.
| Ortsgemeinschaft | griechischer Name             | Code     | Fläche (km²) | Einwohner 2001 | Einwohner 2011 | Dörfer und Siedlungen                                                          |
| ---------------- | ----------------------------- | -------- | ------------ | -------------- | -------------- | ------------------------------------------------------------------------------ |
| Evdilos          | Τοπική Κοινότητα Ευδήλου      | 54010201 | 08,332       | 0726           | 0768           | Evdilos, Agia Kyriaki, Dekakia, Droutsoulas, Kerami, Kyparissi, Xanthi, Fytema |
| Arethousa        | Τοπική Κοινότητα Αρεθούσης    | 54010202 | 09,617       | 0187           | 0178           | Arethousa, Kyparissi Arethousis, Pera Arethousa, Finikas                       |
| Dafni            | Τοπική Κοινότητα Δάφνης       | 54010203 | 19,769       | 0520           | 0516           | Dafni, Akamatra, Kosikia, Petropouli, Plagia, Platani, Steli                   |
| Karavostamo      | Τοπική Κοινότητα Καραβοστάμου | 54010204 | 08,466       | 0524           | 0499           | Karavostamo                                                                    |
| Manganitis       | Τοπική Κοινότητα Μαγγανίτου   | 54010205 | 14,636       | 0216           | 0108           | Manganitis, Kalamonari                                                         |
| Frandates        | Τοπική Κοινότητα Φραντάτου    | 54010206 | 17,605       | 0658           | 0608           | Frandates, Avlaki, Kalamourida, Kambos, Kremasti, Maratho, Pigi, Stavlos       |
| Gesamt           | Gesamt                        | 540102   | 78.425       | 2831           | 2749           |                                                                                |

Evdilos
Evdilos (Ευδήλος (m. sg.))  liegt an der Nordküste etwa 40 km nordwestlich von Agios Kirykos. Der Ort wurde nach 1830 gegründet. Während der zweiten osmanischen Besatzung war Evdilos von 1834 bis 1912 Hauptstadt der Insel.
Arethousa
Arethousa (Αρέθουσα (f. sg.)) liegt auf einem Bergrücken in 300 m Höhe und grenzt östlich an Evdilos
Dafni
Dafni (Δάφνη (f. sg.)) liegt südlich von Evdilos. Die zugehörigen Siedlungen liegen in unmittelbarer Nähe der einzigen Straße, die im zentralen Inselbereich zur Südseite der Insel führt.
Karavastamo
Karavastamo (Καραβόσταμο (n. sg.)) liegt im Nordosten an der Grenze zum Gemeindebezirk Agios Kirykos.
Manganitis
Manganitis (Μαγγανίτης (m. sg.)) liegt auf der Südseite der Insel.
Frandato
Frandato (Φραντάτο (n. sg.)) liegt westlich von Evdilos und grenzt an den Gemeindebezirk Raches an.

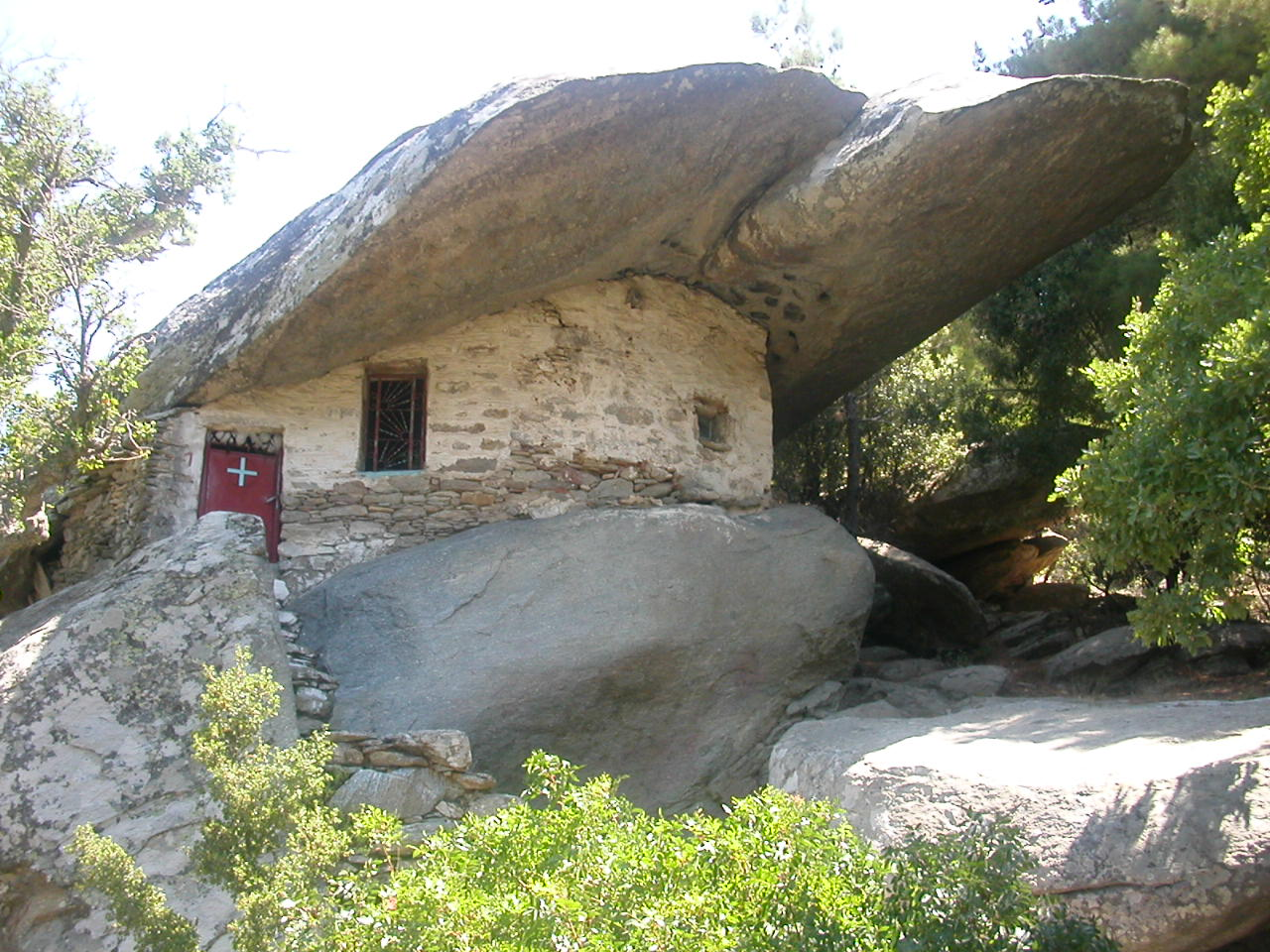
Kloster Theoktistis

- Pigi, in der Nähe des Dorfes befindet sich das Kloster Theoktistis (Μονή Θεοκτίστης). Es ist nach einer gleichnamigen Nonne aus Lesbos benannt. Das Kloster wurde in byzantinischer Zeit gegründet. Die erste Kirche entstand unter Felsen um 1300 n. Chr. Während der Blütezeit, Ende des 15. Jahrhunderts, wurde das Kloster von etwa 100 Mönchen bewohnt. Seit 1982 ist das Kloster verlassen.
- Kambos oder Kampos (Κάμπος (m. sg.)), im Bereich des Ortes liegt die antike Stadt Ini (Οινόη), die von der Antike bis in byzantinische Zeit Hauptstadt der Insel war. Der antike Hafen der an der Mündung des Flusses Voutside lag, ist durch Schwemmmaterial des Flusses verlandet und befindet sich heute abseits des Meeres. Von der Stadt sind noch Ruinen der Stadtmauer, des Stadions und einiger Gebäude sichtbar. Die Weinproduktion bescherte dem Ort Reichtum, weshalb Beiträge in die Bundeskasse des Attischen Seebundes entrichtet wurden. Das Museum von Kambos liegt neben der Agia Irini Kirche, die auf den Ruinen eines antiken Dionysos Tempels errichtet wurde. Das Museum beherbergt neben Funden aus der Antike auch Werkzeuge aus der Jungsteinzeit.